# Ciało (film)

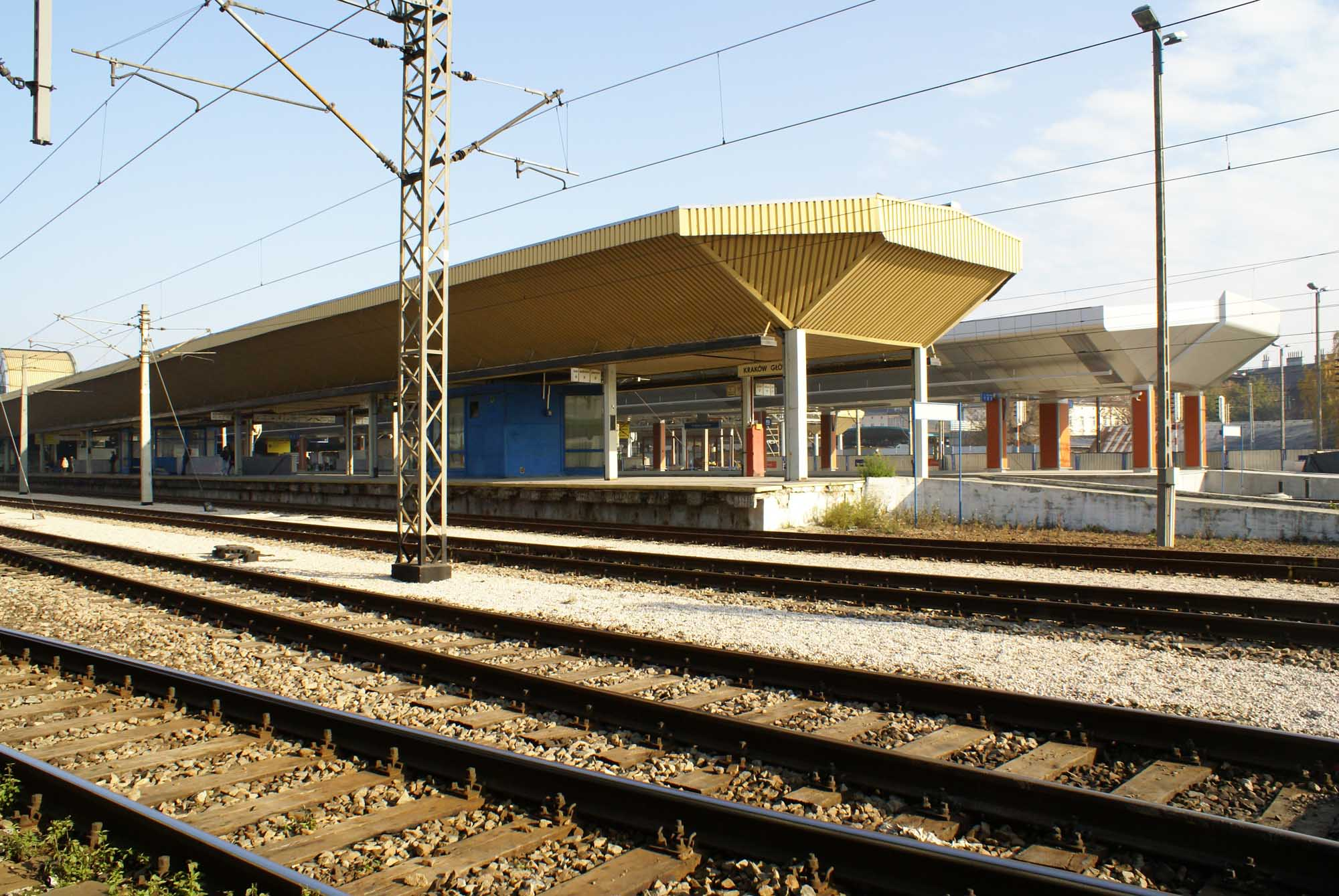
Perony dworca Kraków Główny, gdzie ciało Woltera rozpoczyna podróż przez Polskę

Ciało – polska czarna komedia z 2003 roku w reżyserii Tomasza Koneckiego i Andrzeja Saramonowicza. Premiera tego filmu w Polsce miała miejsce 22 sierpnia 2003.
Miejsca realizacji zdjęć: Warszawa, Powsin, Modlin, Góra Kalwaria, Kraków, Sopot.

## Fabuła
Wątki bohaterów filmu plączą się w gmatwaninie coraz bardziej zdumiewających wydarzeń, przedstawionych nielinearnie. Złodziej Goldi podróżuje pociągiem z walizką pełną osobiście skradzionych z kościoła przedmiotów. Kiedy skład kolejowy gwałtownie hamuje, bagaż spada na głowę siedzącego z nim w przedziale Woltera, przypadkowego pasażera. Goldi z przerażeniem stwierdza, że pasażer nie żyje. Nie wie, że mężczyzna zmarł wcześniej, po wypiciu substancji do balsamowania zwłok. Mieszkający z Wolterem w Krakowie Julek i Cezar postanowili odwieźć pociągiem jego ciało do żony i dzieci w Sopocie. By dobrze się prezentował, przebrali go w garnitur ściągnięty z leżącego na ławce Piotra Westa – myśląc, że jest pijany, tymczasem został on zamordowany. Julek i Cezar umieścili Woltera w przedziale, jednak niefortunnie pociąg odjechał bez nich, a oni ruszyli w pościg za ciałem. Tymczasem Goldi nie zgłasza sprawy nieboszczyka policji, ponieważ jest „na bakier” z prawem. Udaje więc przed innymi pasażerami, że Wolter jest jego śpiącym kolegą. Goldi przywozi walizkę i ciało do zleceniodawców kradzieży, czyli braci syjamskich. Oni nakazują mu pozbycie się zwłok. Okazuje się, że nie jest to takie łatwe. Goldi z pomocnikiem Dizlem bezskutecznie usiłują gdzieś podrzucić trupa. W końcu pozostawiają go jako klienta na fotelu w zakładzie fryzjerskim. Przerażony fryzjer pozbywa się ciała podrzucając je komandosom, a oni – myśląc, że to ich pijany kolega – w czasie ćwiczeń wyrzucają je z samolotu na spadochronie. Wolter spada w pobliże leśniczówki, w której zabawiają się pułkownik Centralnego Biura Śledczego Marian Tuleja, brat bliźniak oraz zabójca Piotra Westa i Sandra West, żona Piotra Westa. Marian Tuleja upozorował własną śmierć i przejął tożsamość brata, nie wie jednak, że Sandra zleciła zawodowej morderczyni – sympatycznej emerytce – zabicie swojego męża. W międzyczasie Julek i Cezar zapoznają się jeszcze z siostrami zakonnymi. Ostatecznie zabójczyni likwiduje strzałem z broni palnej domniemanego męża Sandry West, a Julek i Cezar docierają do Sopotu, gdzie okazuje się, że Wolter nie ma tam rodziny.

## Obsada
- Rafał Królikowski – Wolter (ciało)
- Tomasz Karolak – Goldi
- Zbigniew Zamachowski – Dizel
- Robert Więckiewicz – Julek
- Cezary Kosiński – Cezar
- Bronisław Wrocławski – Marian Tuleja i Piotr West
- Edyta Olszówka – Sandra West
- Maja Hirsch – siostra Morrison
- Izabela Kuna – siostra Felicyta
- Emilia Krakowska – babcia Wanda, zawodowa zabójczyni
- Aleksandra Radwańska – Ola
- Jacek Poks – Zygmunt
- Cezary Poks – Henryk Trzeci
- Marek Bimer – komisarz Haberek
- Janusz Mazurczak – aspirant Pogruda
- Piotr Adamczyk – proboszcz
- Maciej Damięcki – kościelny
- Krzysztof Stelmaszyk – senator
- Krzysztof Stroiński – fryzjer
- Maciej Wierzbicki – taksówkarz
- Adam Krawczuk – sierżant komandosów
- Rafał Rutkowski – komandos Lalka
- Edyta Jungowska – siostra przełożona
- Anna Guzik – siostra furtianka
- Dariusz Toczek – funkcjonariusz celny
- Marcin Perchuć – policjant 1
- Marcin Czarnik – policjant 2
- Katarzyna Kwiatkowska – kobieta z Sopotu
- Paweł Królikowski – mężczyzna z Sopotu
- Borys Jaźnicki – pediatra
- Zofia Charewicz – ekspedientka

i inni

## Nagrody i wyróżnienia
- 2004 – Złota Kaczka dla Tomasza Koneckiego w kategorii najlepszy film polski za rok 2003
- 2004 – Złota Kaczka dla Andrzeja Saramonowicza w kategorii najlepszy film polski za rok 2003
- 2004 – Brązowy Granat dla Tomasza Koneckiego na Ogólnopolskim Festiwalu Filmów Komediowych w Lubomierzu
- 2004 – Brązowy Granat dla Andrzeja Saramonowicza na Ogólnopolskim Festiwalu Filmów Komediowych w Lubomierzu